# 側身球麗魚
側身球麗魚，為輻鰭魚綱鱸形目隆頭魚亞目慈鯛科的其中一種，分布於非洲剛果河中下游流域，體長可達26公分，棲息在底中層水域，以昆蟲幼蟲、植物碎屑、果實、軟體動物等為食，生活習性不明。

## 擴展閱讀
維基物種上的相關：側身球麗魚